# Eumerus consimilis
Eumerus consimilis är en tvåvingeart som beskrevs av Simic 1996. Eumerus consimilis ingår i släktet månblomflugor, och familjen blomflugor.
Artens utbredningsområde är Kroatien. Inga underarter finns listade i Catalogue of Life.